# Rose Byrne

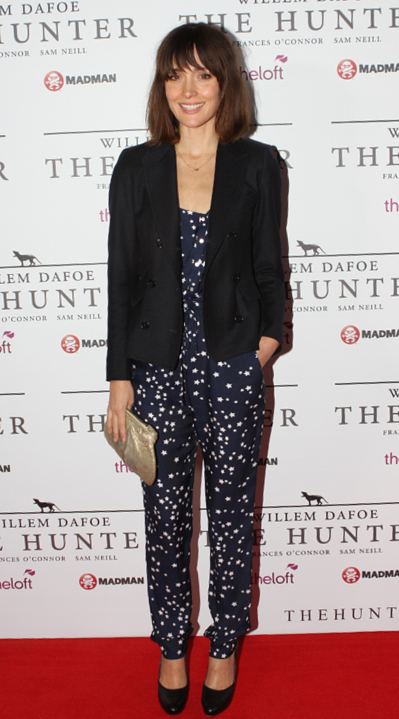
Rose Byrne (2011)

Rose Judith Esther Byrne (ur. 24 lipca 1979 w Sydney) – australijska aktorka, która wystąpiła m.in. w filmach W stronę słońca, X-Men: Pierwsza klasa, X-Men: Apocalypse i Zapowiedź.

## Życiorys
Rose Byrne urodziła się w rodzinie o szkockich i irlandzkich korzeniach.
Zadebiutowała w wieku 15 lat w filmie Dallas Doll. Później grała mniejsze role w operach mydlanych, m.in. Heartbreak High, Echo Point czy Fallen Angels. W 1999 pojawiła się w dwóch niskobudżetowych filmach: The Date i Dwie ręce, gdzie zagrała u boku Heatha Ledgera. Rola w Bogini roku 1967 (2000) Clary Law przyniosła jej Puchar Volpiego dla najlepszej aktorki na 57. MFF w Wenecji. Później wystąpiła w trzech sztukach teatralnych Sydney Theatre Company.
Od 2002 pojawia się w amerykańskich filmach. Zaczęło się od niewielkiej roli w drugiej części Gwiezdnych wojen – Atak klonów. Jej uroda zwróciła uwagę dziennikarzy i w tym samym roku magazyn „Maxim” umieścił ją na 95. miejscu w rankingu „Hot 100 Women of 2002”.
W latach 2007–2012 występowała w głównej roli u boku Glenn Close w amerykańskim serialu Układy.

## Życie prywatne
W 2012 związała się z aktorem Bobbym Cannavale, z którym ma syna Rocco Robina (ur. 2016). Para ogłosiła w listopadzie 2017 roku, że spodziewają się drugiego dziecka.

## Filmografia
- Dallas Doll (1994) jako Rastus Sommers
- Echo Point (1995) jako Belinda O’Connor
- G.P. (1996) jako Rebecca (1 odcinek)
- Fallen Angels (I) (1997) jako Siobhan (1 odcinek)
- Wildside (1997) jako Heidi Benson (2 odcinki)
- The Date (1999) jako Sophie
- Big Sky (1999) jako Angie (1 odc.)
- Szkoła złamanych serc (Heartbreak High, 1999) jako Carly (1 odcinek)
- Partnerska rozgrywka (Two Hands, 1999) jako Alex
- Moja matka (My Mother Frank, 2000) jako Jenny
- Bogini roku 1967 (The Goddess of 1967, 2000) jako Deidre
- Tropem zbrodni (Murder Call, 2000) jako Sarah Watson (1 odc.)
- The Pitch (2001) jako dziewczyna
- Gwiezdne wojny: część II – Atak klonów (Star Wars: Episode II – Attack of the Clones, 2002) jako Dormé
- Miasto duchów (City of Ghosts, 2002) jako Sabrina
- Nie oddam zamku (I Capture the Castle, 2003) jako Rose Mortmain
- Pechowe tournee (The Night We Called It a Day, 2003) jako Audrey Appleby
- The Rage In Placid Lake (2003) jako Gemma Taylor
- Na wynos (Take Away, 2003) jako Sonja Stilano
- Troja (Troy, 2004) jako Bryzeida
- Apartament (Wicker Park, 2004) jako Alex
- Casanova (2005) jako Edith (3 odc.)
- Lokatorzy (The Tenants, 2006) jako Irene
- Maria Antonina (Marie Antoinette, 2006) jako Yolande Martine Gabrielle de Polastron, księżna Polignac
- Siedem żyć (The Dead Girl, 2006) jako Leah
- W stronę Słońca (Sunshine, 2007) jako Cassie
- 28 tygodni później (28 Weeks Later, 2007) jako Scarlett Ross
- Just Buried (2007) jako Roberta Knickel
- Układy (Damages, 2007–2012) jako Ellen Parsons
- The Tender Hook (2008) jako Iris
- Adam (2009) jako Beth
- Zapowiedź (Knowing, 2009) jako Diana
- Idol z piekła rodem (Get Him to the Greek, 2010) jako Jackie Q
- Naznaczony (Insidious, 2010) jako Renai Lambert
- Druhny (Bridesmaids, 2011) jako Helen Harris
- X-Men: Pierwsza klasa (X-men:First Class, 2011) jako Moira MacTaggert
- Daję nam rok (I Give It a Year, 2013) jako Nat
- Stażyści (The Internship, 2013) jako Dana
- Sąsiedzi (Neighbors, 2014) jako Kelly Radner
- Powiedzmy sobie wszystko (2014) jako Penny Moore
- Annie (2014) jako Grace
- Agentka (Spy, 2015) jako Rayna Boyanov
- X-Men: Apocalypse (2016) jako Moira MacTaggert
- I Love You, Daddy (2017) jako Grace
- Naznaczony: Ostatni klucz (2018) jako Renai Lambert
- Też go kocham (2018) jako Annie
- Piotruś Królik (2018) jako Bea / Jemima Puddle-Duck
- Rodzina od zaraz (2018) jako Ellie
- Jestem matką (2019) jako Matka (głos)
- Jexi (2019) jako Jexi (głos)
- Like a Boss (2020) jako Mel Carter
- Mrs. America (2020) jako Gloria Steinem (serial)
- Cynicy i praktycy (2020) jako Faith Brewster
- Piotruś Królik 2: Na gigancie (2021) jako Bea